# Brylluppet mellem prinsesse Ingrid og kronprins Frederik
Brylluppet mellem prinsesse Ingrid og kronprins Frederik blev afholdt i Stockholm den 24. maj 1935. Prinsesse Ingrid var datter af den svenske kronprins, den senere kong Gustaf VI Adolf, og kronprins Frederik, som senere blev konge af Danmark. Parrets forlovelse blev annonceret den 15. marts, og ceremonien fandt sted i Storkyrkan. Den blev gennemført af ærkebiskop Erling Eidem.

## Forlovelse
Den 15. marts blev forlovelsen offentliggjort med følgende meddelelse fra det svenske hof: 
| Citat | Med H. M. Konungens samtycke har H. K. H. Prinsessan Ingrid av Sverige idag ingått förlovning med H. K. H. Kronprins Frederik av Danmark och Island. | Citat |
|       | |       |

 Aftenen før var kronprins Fredrik og hans mor, dronning Alexandrine, taget med toget til Södertälje, hvor de blev hentet af blandt andre det svenske kronprinspar og prinsesse Ingrid. Derefter kørte de i bil til Stockholm. Om eftermiddagen på forlovelsesdagen holdt prins Eugen et teselskab på Waldemarsudde, og senere blev der holdt en familiemiddag.
Om aftenen blev den danske dronning syg med tarmslyng og blev ført til Sophiahemmet, hvor hun blev opereret. Alle planlagte festligheder blev aflyst, og dronning Alexandrine kunne først vende tilbage til Danmark den 11. april.

## Lysning
Lysningerne fandt sted ved gudstjenesterne i Stockholms Slots slotskirke søndag den 5., 12. og 19. maj. Kronprins Frederik kom til Stockholm på dagen for den sidste lysning, og parret blev hyldet med sang af Par Bricoles kor og lysningsgaver.
Parret modtog blandt andet et spisestuemøblement fremstillet af Carl Malmsten fra Stockholm by, og af sin morfar, hertugen af Connaught, modtog prinsesse Ingrid smykker og familieklenodier, som havde tilhørt hendes mor prinsesse Margareta og bedstemor prinsesse Louise Margarete. Fra sin far, kronprins Gustaf Adolf, modtog hun en stor broche i form af en marguerite af platin, brillanter og rosensten. Brochen er siden blevet arvet af hendes datter, dronning Margrethe, der bar den på sin brudekjole. Prinsesse Ingrid takkede det svenske folk for lysningsgaverne i radioen, hvilket var første gang en kongelig person talte i svensk radio.